# ノア・パーション
ノア・パーション（Noah Persson, 2003年7月16日 - ）は、スウェーデンのプロサッカー選手。スウェーデン代表。ヤングボーイズ所属。ポジションはディフェンダー（サイドバック）、ミッドフィールダー（サイドハーフ）。

## 経歴

### クラブ
アサルムの下部組織で幼少期を過ごし、16歳でミェルビーへと移った。2018年8月、トップチームに昇格。2021年8月7日、リーグ第14節のエーレブルーに途中出場し、プロデビュー。
2021年10月15日、ミェルビーとの契約延長に合意し、新たな4年契約を交わした。
2022年7月23日、リーグ第15節のデーゲルフォルシュ戦でプロ初ゴールを記録。試合終了間際のこのゴールが決勝点となり、2-1での勝利に貢献した。
2023年2月7日、2027年6月までの契約でスイスのヤングボーイズに移籍。5月末まではローンバックで引き続きミェルビーでプレイし、スイスでの新シーズン開幕を控えた6月からヤングボーイズに合流することとなった。移籍金の詳細は明かされていないが、ミェルビーのクラブ史上最高額と報じられている。
8月5日、第3節のヴィンタートゥールに先発出場し、スーパーリーグデビュー。
2024年9月2日、同じくスーパーリーグのグラスホッパー・クラブ・チューリッヒにシーズン終了までの契約でローン移籍。12月14日、リーグ第18節のバーゼル戦でスイスでの初ゴールを記録した。

### 代表
2022年11月17日、U-21スウェーデン代表としてデンマークとの親善試合で世代別代表デビュー。その後、UEFA U-21欧州選手権を戦い、ジブラルタル戦ではアシストを記録した。
2023年1月9日、フィンランドとの親善試合に左サイドバックとしてフル出場し、A代表初キャップ。

## 個人成績

### クラブ
| 国内大会個人成績 | 国内大会個人成績 | 国内大会個人成績 | 国内大会個人成績   | 国内大会個人成績 | 国内大会個人成績 | 国内大会個人成績 | 国内大会個人成績 | 国内大会個人成績 | 国内大会個人成績 | 国内大会個人成績 | 国内大会個人成績 |
| 年度             | クラブ           | 背番号           | リーグ             | リーグ戦         | リーグ戦         | リーグ杯         | リーグ杯         | オープン杯       | オープン杯       | 期間通算         | 期間通算         |
| 年度             | クラブ           | 背番号           | リーグ             | 出場             | 得点             | 出場             | 得点             | 出場             | 得点             | 出場             | 得点             |
| スウェーデン     | スウェーデン     | スウェーデン     | スウェーデン       | リーグ戦         | リーグ戦         | リーグ杯         | リーグ杯         | オープン杯       | オープン杯       | 期間通算         | 期間通算         |
| ---------------- | ---------------- | ---------------- | ------------------ | ---------------- | ---------------- | ---------------- | ---------------- | ---------------- | ---------------- | ---------------- | ---------------- |
| 2021             | ミェルビー       | 26               | アルスヴェンスカン | 10               | 0                | 0                | 0                | -                | -                | 10               | 0                |
| 2022             | ミェルビー       | 26               | アルスヴェンスカン | 29               | 1                | 3                | 0                | -                | -                | 32               | 1                |
| 2023             | ミェルビー       | 26               | アルスヴェンスカン | 10               | 0                | 6                | 0                | -                | -                | 16               | 0                |
| スイス           | スイス           | スイス           | スイス             | リーグ戦         | リーグ戦         | スイス杯         | スイス杯         | オープン杯       | オープン杯       | 期間通算         | 期間通算         |
| 2023-24          | ヤングボーイズ   | 19               | スーパーリーグ     | 25               | 0                | 2                | 0                | -                | -                | 27               | 0                |
| 2024-25          | ヤングボーイズ   | 19               | スーパーリーグ     | 5                | 0                | -                | -                | -                | -                | 5                | 0                |
| 2024-25          | グラスホッパー   | 16               | スーパーリーグ     | 29               | 1                | 1                | 0                | -                | -                | 30               | 1                |
| 通算             | スウェーデン     | スウェーデン     | アルスヴェンスカン | 49               | 1                | 9                | 0                | -                | -                | 58               | 1                |
| 通算             | スイス           | スイス           | スーパーリーグ     | 59               | 1                | 3                | 0                | -                | -                | 62               | 1                |
| 総通算           | 総通算           | 総通算           | 総通算             | 108              | 2                | 12               | 0                | 0                | 0                | 120              | 2                |

### 代表
| スウェーデン代表 | 国際Aマッチ | 国際Aマッチ |
| 年               | 出場        | 得点        |
| ---------------- | ----------- | ----------- |
| 2023             | 1           | 0           |
| 通算             | 1           | 0           |